# Nebriimimus wardi
Nebriimimus wardi (Collareta, Mollen, Merella, Casati, Di Cencio, 2021) nota anche come razza pliocenica toscana è una specie estinta di pesce cartilagineo fossile descritta nel 2021. L'habitat naturale è rappresentato dalle acque del mare pliocenico toscano in un range batimetrico che variava da 10 a 60 m circa, su fondali fangosi, sabbiosi o ghiaiosi. 

## Descrizione

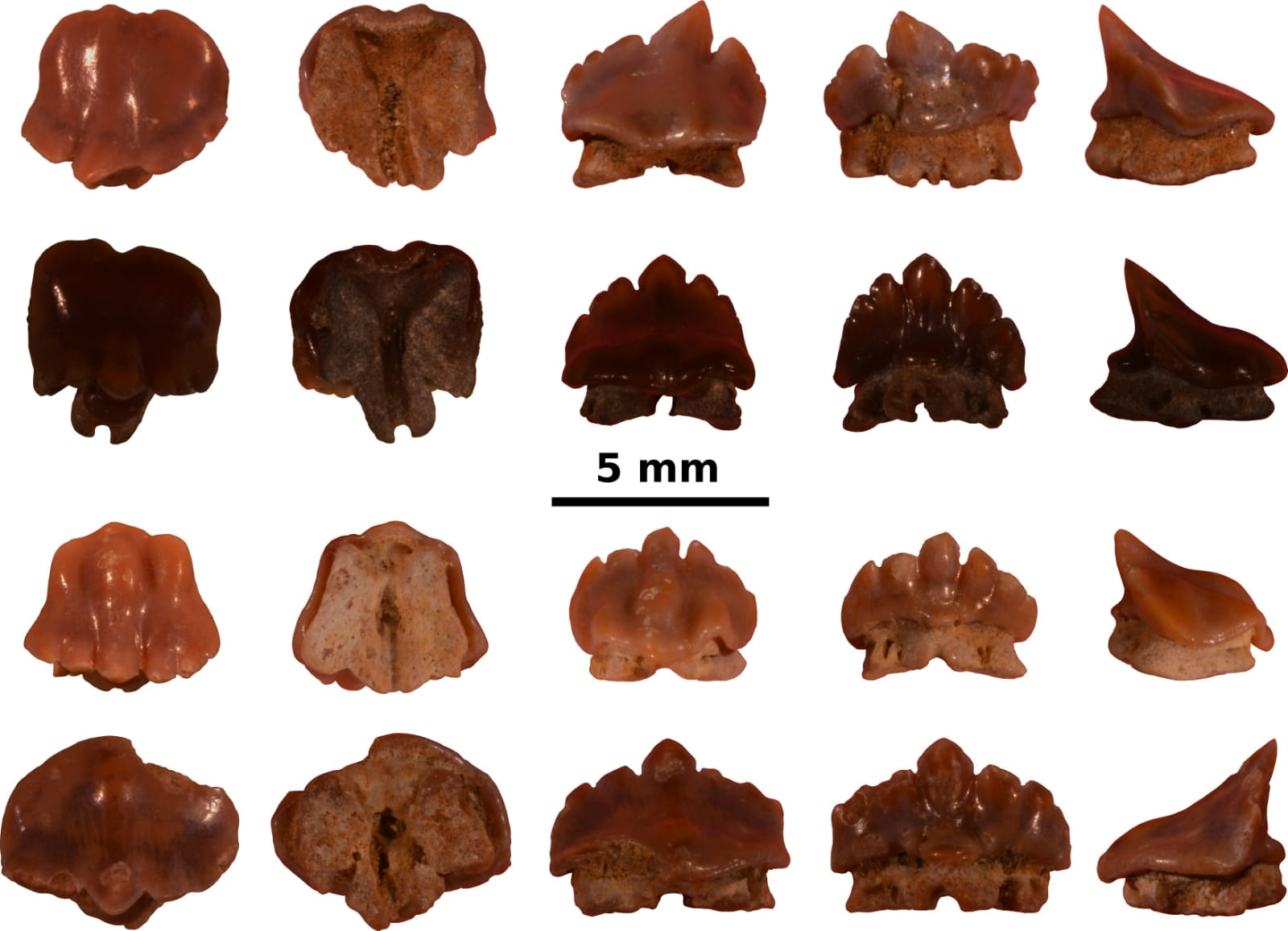
Denti (olotipo e paratipo) di Nebriimimus wardi

È grazie allo studio di denti fossili ritrovati in depositi pliocenici prima presso Certaldo (Provincia di Firenze) e poi anche a Campagnatico (Provincia di Grosseto) che gli studiosi sono giunti alla descrizione di questo nuovo genere e nuova specie di razza che popolava i mari della Toscana intorno a 4 milioni di anni fa. Questi denti sono caratterizzati da una peculiare morfologia dentellata che permette di distinguerli da tutte le altre razze viventi ed estinte ad oggi note, ricordando invece la dentizione dell'attuale squalo nutrice. Un dente fossile di Nebriimimus wardi (olotipo) è attualmente conservato presso il Museo di storia naturale dell'Università di Pisa. Altri tre denti (paratipi) sono conservati presso il Museo Geopaleontologico GAMPS dove sono esposti accanto ad una raccolta di squali fossili che popolavano il Mar Mediterraneo nel passato.

## Alimentazione
I denti multicuspidati di Nebriimimus wardi potrebbero aver rappresentato un adattamento utile per lacerare prede dal corpo relativamente molle e dalle dimensioni abbastanza consistenti. Come le specie attuali di razza si nutriva probabilmente di piccoli crostacei, granchi, gamberi e piccoli pesci.

## Distribuzione
Nebriimimus wardi è attualmente noto esclusivamente da depositi pliocenici del Mar Mediterraneo; è dunque possibile che la sua origine risalga alla stessa fase di diversificazione filogenetica delle razze che ha portato all'origine delle razze endemiche del Mediterraneo attuale. 